# Körtvélyessy Klára
Körtvélyessy Klára (Eperjes, 1943. szeptember 19. – Budapest, 2020. szeptember 26.) szlovákiai magyar műfordító, szerkesztő.

## Életpályája
Szülei: Körtvélyessy István és Szepesházy Klára. 1958-1963 között a kassai Konzervatóriumban tanult. 1987-2003 között a Nagyvilág rovatvezetője volt.
Szabadfoglalkozású műfordító. Cseh, szlovák, lengyel, szlovén irodalmat fordított.

## Magánélete
1963-ban házasságot kötött Devich Sándor hegedűművésszel. Három gyermekük született: Gábor (1964), Hanna (1967) és Klára (1969).

## Műfordításai
- Andrej Chudoba: Isten vele, Cyrano (elbeszélés, 1976)
- J. Puškáš: Vigasztaló csalódások (elbeszélés, 1977)
- Bohumil Hrabal: Tükrök árulása (elbeszélések, 1977)
- J. Kutík: Ballada a fekete aszfaltról (1979)
- D. Galský: Kalandorok, felfedezők, pénzcsinálók (1980)
- E. Vančurová: Domokos-könyvek (1979-1983)
- Miroslav Stehlík: Gyilkos szakadék (dráma, 1981)
- A. Winter: Heródes árnyéka (regény, 1984)
- Václav Erben: A líra jele (regény, 1985)
- J. Hašek: Alserbach százados háborús zárszámadása (elbeszélés, 1986)
- I. Hercíková: Andersen kisasszony (1986)
- J. Schmíd: Tizenhárom illat (dráma, 1986)
- J. Solovič: Teli zseb pénz (musical, 1986)
- J. Boček: Karpeta doktor esete (regény, 1988)
- Bohumil Hrabal: Véres történetek és legendák (elbeszélés, 1989)
- M. Kundera: A lét elviselhetetlen könnyűsége (regény, 1992)
- Bohumil Hrabal: Vita nuova (regény, 1993)
- K. Brandys: Jellemek és írások (Mihályi Zsuzsával, esszék, 1995)
- M. Kundera: Halhatatlanság (regény, 1995)
- D. Jančar: Az angyal pillantása (Gállos Orsolyával, Reiman Judittal, elbeszélés, 1997)
- Bohumil Hrabal: Adagio lamentoso (elbeszélés, 1997)
- T. Boučková: Ha szeretsz egy férfit (elbeszélés, 1997)
- Jiri Menzel: Hát, nem tudom... (1997)

## Díjai, kitüntetései
- Az Európa Könyvkiadó Nívódíja (1986, 1988, 1989)
- Az Év Könyve-jutalom (1993)
- József Attila-díj (1996)
- Pro Literatura díj (1997)
- A Magyar Köztársasági Érdemrend lovagkeresztje (2003)[2]
- A Magyar Érdemrend tisztikeresztje (2018)[3]